# Eutaenia corbetti
Eutaenia corbetti là một loài bọ cánh cứng trong họ Cerambycidae.